# Ligyra pilatei
Ligyra pilatei är en tvåvingeart som först beskrevs av Macquart 1846.  Ligyra pilatei ingår i släktet Ligyra och familjen svävflugor. Inga underarter finns listade i Catalogue of Life.